# Монако

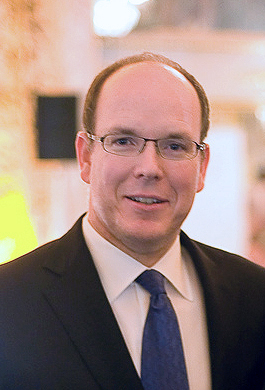
Альбер II

Князі́вство Мона́ко (фр. Principauté de Monaco, монег. Principatu de Mùnegu) — мікродержава, напіванклав на півдні Франції на березі Лігурійського моря; площа — 2,02 км². Рельєф: горбистий.
Країна розширює територію, засипаючи прибережні води. Голова держави — князь (князь Монако) Альбер II (з 2005, після смерті Реньє III); уряд очолює П'єр Дарту з 2020 року.
Політична система — конституційна монархія. Експорт: продукція легкої промисловості, основні статті прибутку — туризм та гральний бізнес. Населення — 35 657 (2006).

## Географія
Друга найменша за розміром, після Ватикану, суверенна держава, на березі Середземного моря, за 20 км від Ніцци. На суші князівство межує з Францією, департамент Приморські Альпи (Alpes-Maritimes). Площа країни становить 2,02 км² станом на 2014 рік. Довжина берегової лінії — 4,1 км, довжина сухопутних кордонів — 4,4 км. За останні 20 років територія країни збільшилася майже на 40 га завдяки осушенню моря.

### Клімат
Клімат середземноморський з помірно теплою зимою й сухим, теплим і сонячним літом. Середня температура січня, лютого — +8 °C; у липні, серпні — +26 °C. Середньорічна температура становить — +16,3 °C. Кількість сонячних днів у році досягає 300.
| Клімат Монако                              | Клімат Монако | Клімат Монако | Клімат Монако | Клімат Монако | Клімат Монако | Клімат Монако | Клімат Монако | Клімат Монако | Клімат Монако | Клімат Монако | Клімат Монако | Клімат Монако | Клімат Монако |
| Показник                                   | Січ.          | Лют.          | Бер.          | Квіт.         | Трав.         | Черв.         | Лип.          | Серп.         | Вер.          | Жовт.         | Лист.         | Груд.         | Рік           |
| Середній максимум, °C                      | 12,3          | 12,5          | 14,0          | 16,1          | 19,4          | 23,0          | 25,8          | 25,9          | 23,8          | 19,9          | 16,1          | 13,4          | 18,5          |
| Середня температура, °C                    | 10,2          | 10,4          | 11,8          | 13,9          | 17,1          | 20,8          | 23,5          | 23,7          | 21,6          | 17,8          | 14,0          | 11,4          | 16,4          |
| Середній мінімум, °C                       | 8,1           | 8,2           | 9,6           | 11,6          | 14,8          | 18,5          | 21,2          | 21,5          | 19,3          | 15,6          | 11,9          | 9,3           | 14,1          |
| Середня кількість сонячних годин на місяць | 148,8         | 152,6         | 201,5         | 228,0         | 269,7         | 297,0         | 341,0         | 306,9         | 240,0         | 204,6         | 156,0         | 142,6         | 2668,7        |
| Норма опадів, мм                           | 82.7          | 76.4          | 70.5          | 62.2          | 48.6          | 36.9          | 15.6          | 31.3          | 54.4          | 108.2         | 104.2         | 77.5          | 768.5         |
| Днів з опадами                             | 6,8           | 6,4           | 6,1           | 6,3           | 5,2           | 4,1           | 1,9           | 3,1           | 4,0           | 5,8           | 7,0           | 6,0           | 62,7          |
| ------------------------------------------ | ------------- | ------------- | ------------- | ------------- | ------------- | ------------- | ------------- | ------------- | ------------- | ------------- | ------------- | ------------- | ------------- |
| Джерело: Monaco website                    |               |               |               |               |               |               |               |               |               |               |               |               |               |

## Адміністративний поділ
Монако включає округи-міста, що злилися:
- Ла-Кондамін (бізнес-центр та порт)
- Монако (старе місто)
- Монте-Карло (світовий ігровий центр)
- Фонтвілль (промисловий район).

### Райони

#### Колишня комуна Монако
- Монако-Віль — старе місто, розташоване на скелі, у цьому районі розташована княжа резиденція.

#### Колишня комуна Монте-Карло
- Монте-Карло — відоме казино і курортна зона.
- Сен-Роман / Ла-Русс — 7-й район.
- Сен-Мішель — житловий район Монте-Карло, 8-й район Князівства Монако
- Ларвотто — 6-й район

#### Колишня комуна Ла-Кондамін
- Ла-Кондамин — портовий і фінансовий центр Князівства Монако
- Монегетті — 5-й район, що з'явився в результаті поділу Монте-Карло
- Ла-Колле (La Colle) — 9-й район, що з'явився в результаті поділу Ла-Кондамину
- Ле-Ревуар (фр. Les Revoires) — 10-й район, що з'явився в результаті поділу Ла-Кондамин.

#### Нові землі Князівства Монако що відвойовані у моря
- Фонвьей — 4-й район, початок будівництва 1971 року
- Ле-Портьє — проєкт і майбутній 11-й район князівства.

Заселення додаткового району на осушених землях планувалося почати 2014 року. Однак наприкінці 2008-го князь Альбер II зробив заяву, що реалізація цих планів припинена в зв'язку з поточною економічною ситуацією.

## Історія

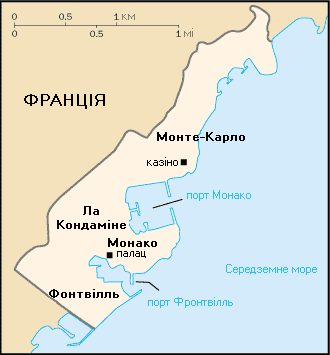
Мапа Монако.

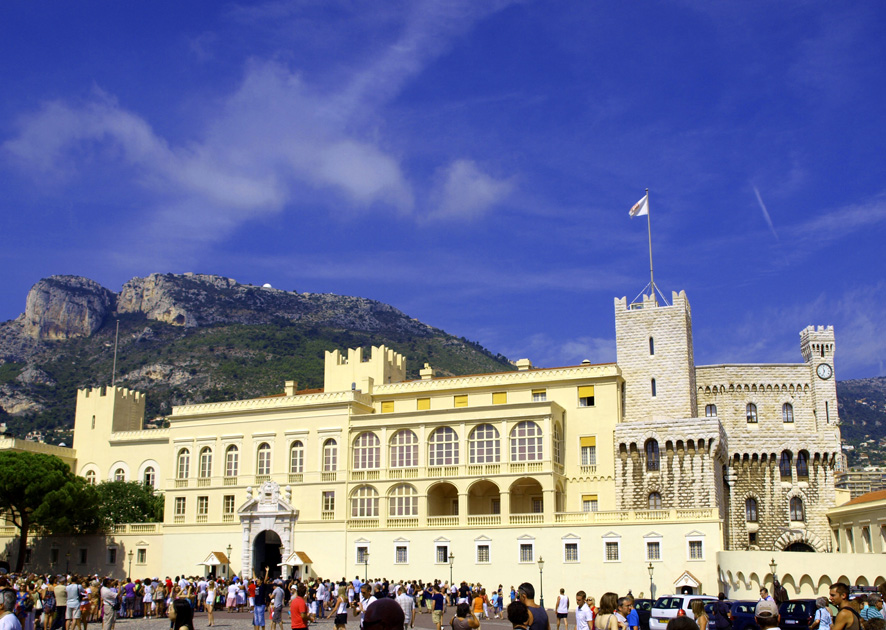
Княжий палац у Монако.

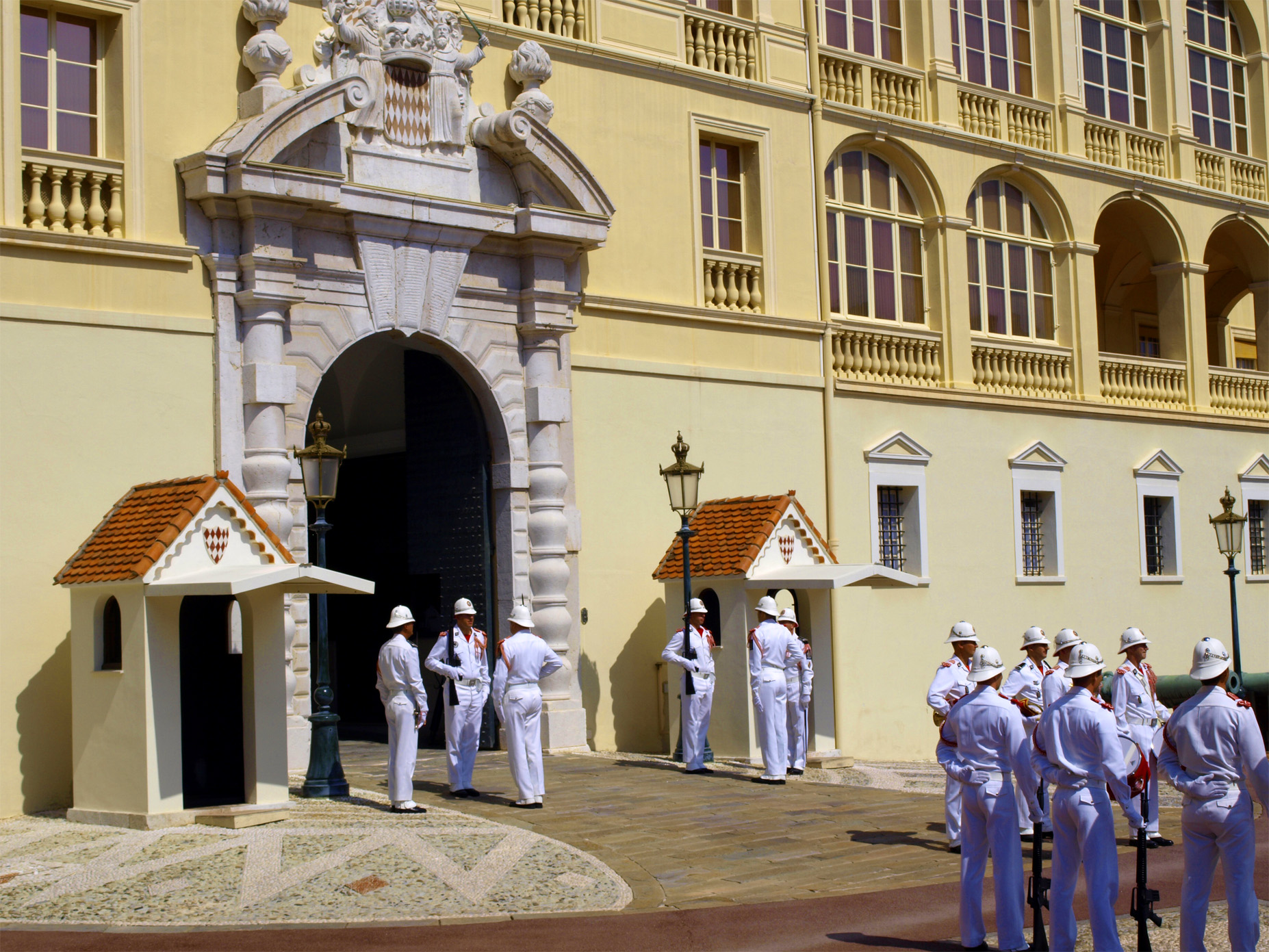
Зміна караулу.

З доісторичних часів територія сучасного Монако була заселена різними народами. Фінікійці мали тут свою колонію Монойкос (Μόνοικος) з VI ст. до нашої ери. За стародавніми джерелами, теренами Монако пройшов Геркулес, фінікійці побудували тут палац Геркулеса.
У II ст. до нашої ери римляни захопили регіон, перебували тут до V ст. нашої ери.
З VI ст. нашої ери до 975 року регіон потерпає від численних нападів загарбників.
1215 року територія потрапила під владу Генуезької республіки (наразі частина Італії).
1266 року розпочалася громадянська війна в Генуї між прихильниками Папи Римського та прихильниками Імператора Священної Римської імперії. Після перемоги останніх прихильники Папи Римського покинули країну. Серед них була й сім'я Грімальді. 8 січня 1297 року Франсуа Грімальді на чолі загону, переодягненого монахами, захопив монакську фортецю.
По тому — тривалий період боротьби за незалежність Монако від Генуї. Врешті Монако отримує її 1419 року з Грімальді на чолі, династія Грімальді й досі керує Монако.
Наприкінці 1489 року король Франції надає Монако статус французького протекторату, не скасовуючи привілеї лорда Монако.
1524 року Монако підпадає під протекторат Іспанії. Лорд Монако відтепер — принц Монако. 1605 року після домовленості Іспанія ввела сюди військові гарнізони. Іспанський протекторат було замінено французьким за Пероннським договором 1641 року.
Після французької революції цілковита влада династії Грімальді була тимчасово скасована національним зібранням Монако. 14 лютого 1793 Монако офіційно приєднується до Франції. Після розгрому наполеонівської Франції за рішенням Віденського конгресу
Монако потрапило під протекторат Сардинського королівства, від якого звільнилося 18 листопада 1860 року.
2 лютого 1861 року незалежність Монако визнала Франція.
Плоскогір'я Спелюгус (Spélugues Plateau) отримує назву Монте-Карло 1866 року.
З 5 січня 1911 року в князівстві — конституційна монархія.
У листопаді 1918 року князівство укладає угоду з Францією про захист своєї території французькою стороною, за цією угодою Франція мала право вводити свої війська до Монако як з, так і без дозволу принца; також було укладено угоду про приєднання князівства до Франції у разі, якщо не буде існувати спадкоємця на трон.
Нову конституцію було ухвалено 17 грудня 1962 року.
Укладено нову угоду з Францією 24 жовтня 2002 року. За нею Монако залишиться суверенною державою, не приєднуючись до Франції, навіть якщо не буде існувати спадкоємця на трон. Захист території Монако, однак, залишається відповідальністю Франції.
З травня 1993 року Монако — член ООН.

## Економіка

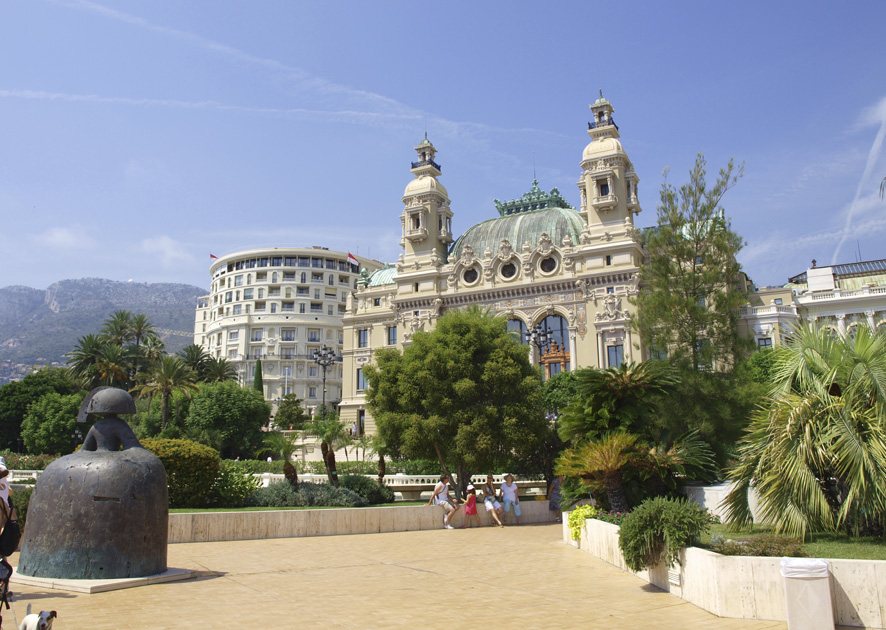
Казино в Монте-Карло і готель «Париж».

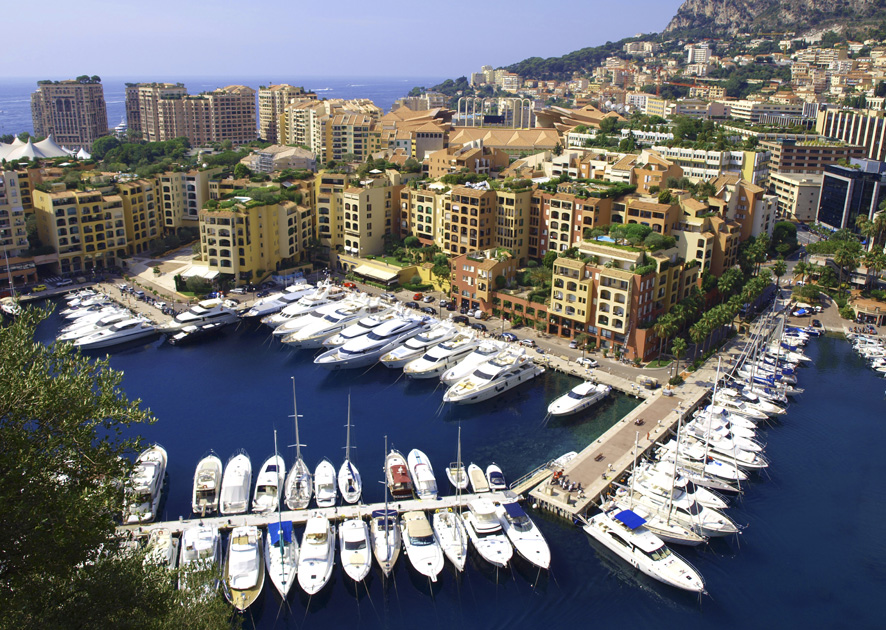
Нова гавань у Фонтвіллі.

Монако, маючи вихід до Середземного моря, стало популярним курортом, привабливим для туристів через казино та приємний клімат.
Переваги: обіцяна банківська таємниця і низькі податки залучають мільярдні статки з-за кордону. Наприкінці 90-х рр. обсяг коштів, збережених у монакських банках, мав щорічний приріст 18 %. Відсутній зовнішній борг, валютні резерви порядку $2 млрд. Низьке безробіття (3 %).
Слабкі сторони: відповідно до угоди із Францією з 1994 р. підозрілі рахунки банки розкривають, як, втім, тепер у всіх інших країнах. Залежність від економічних коливань у Франції й Італії. ПДВ приносить 55 % державних доходів. Вимога ЄС посилити банківське й податкове законодавство. Відсутність мінеральних ресурсів, повна залежність від імпорту.
Князівство успішно залучає до себе різноманітні, екологічно безпечні, галузі промисловості з усього світу. Причина — малі податки й цілком скасований державний податок з індивідуального прибутку. Князівство, однак, утримує монополії в декількох галузях: вироби з тютюну, телефонні лінії, пошта. Рівень життя — високий (приблизно такий, як у багатих районах Франції). Відсоток безробітних у 1999 році був 22 %. З 2002 року національна валюта — Євро.

## Етнічні групи країни

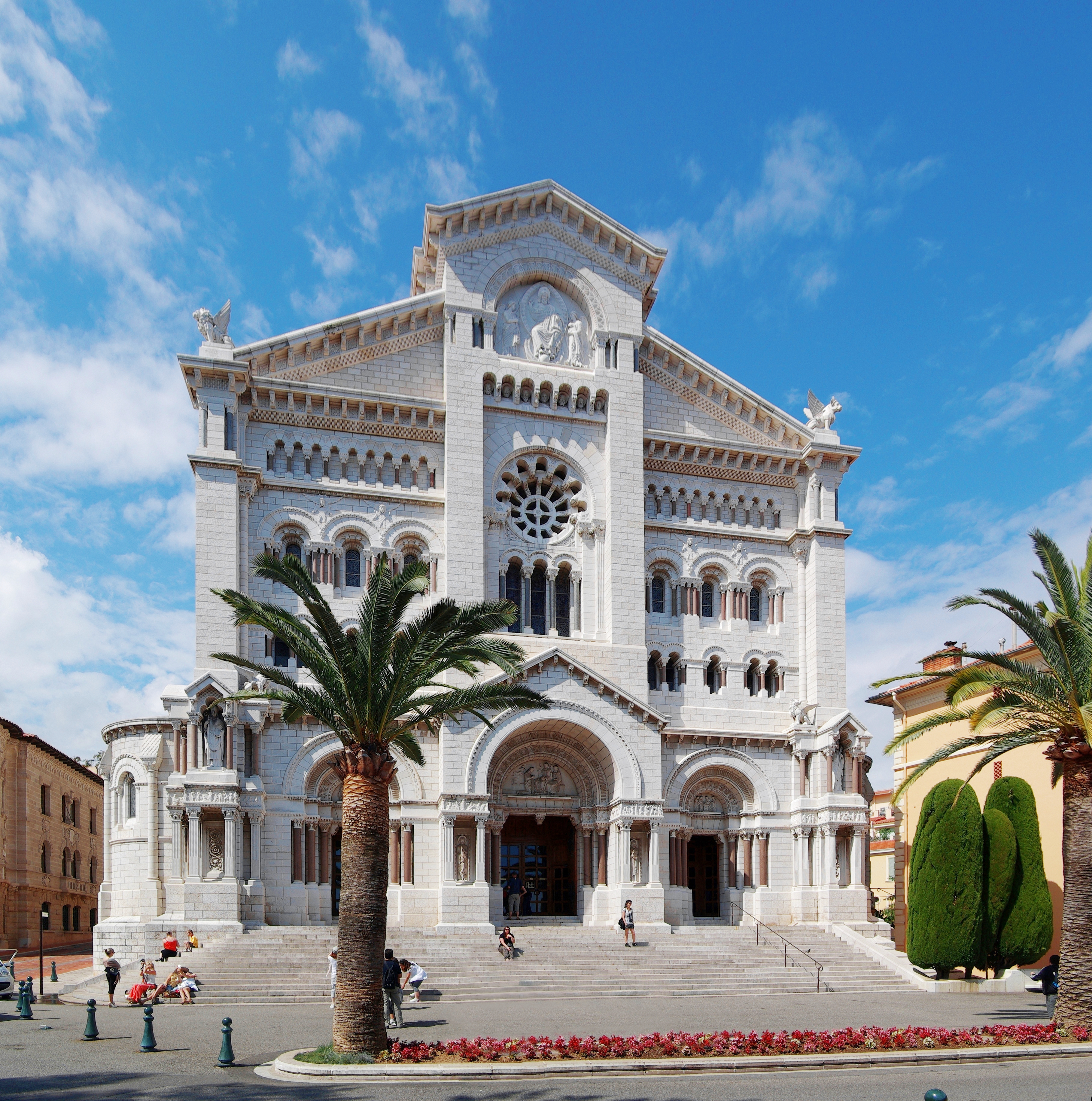
Собор Св. Миколая в Монако-Віллі.

У національному складі переважають французи (47 %); далі йдуть корінні жителі — монегаски (16 %) й італійці (16 %). Решта 21 % жителів є представниками 125 національностей.

## Населення
За даними на 2014 рік, населення Монако становить 38 400 осіб. Густота населення становить 18 285 осіб/км². Така висока густота обумовлюється тим, що Монако є карликовою державою. Щорічний приріст населення становить 0,386 % на рік (дані 2007 року). Середня тривалість життя, за даними 2008 року, становить 79,96 років. Серед населення незначною мірою переважають жінки. Коефіцієнт відношення кількості чоловіків до кількості жінок становить 0,91 (за даними 2004 року). 62 % населення належить до працездатного. Рівень грамотності становить 99 %.
Національний склад:
- французи — 47 %;
- монегаски — 16 %;
- італійці — 16 %;
- інші — 21 %.

У цю численну категорію входять представники 125 національностей.
Найчисленніша релігійна група — католики. Віру католицизму сповідують 90 % населення князівства.

## Мовна ситуація

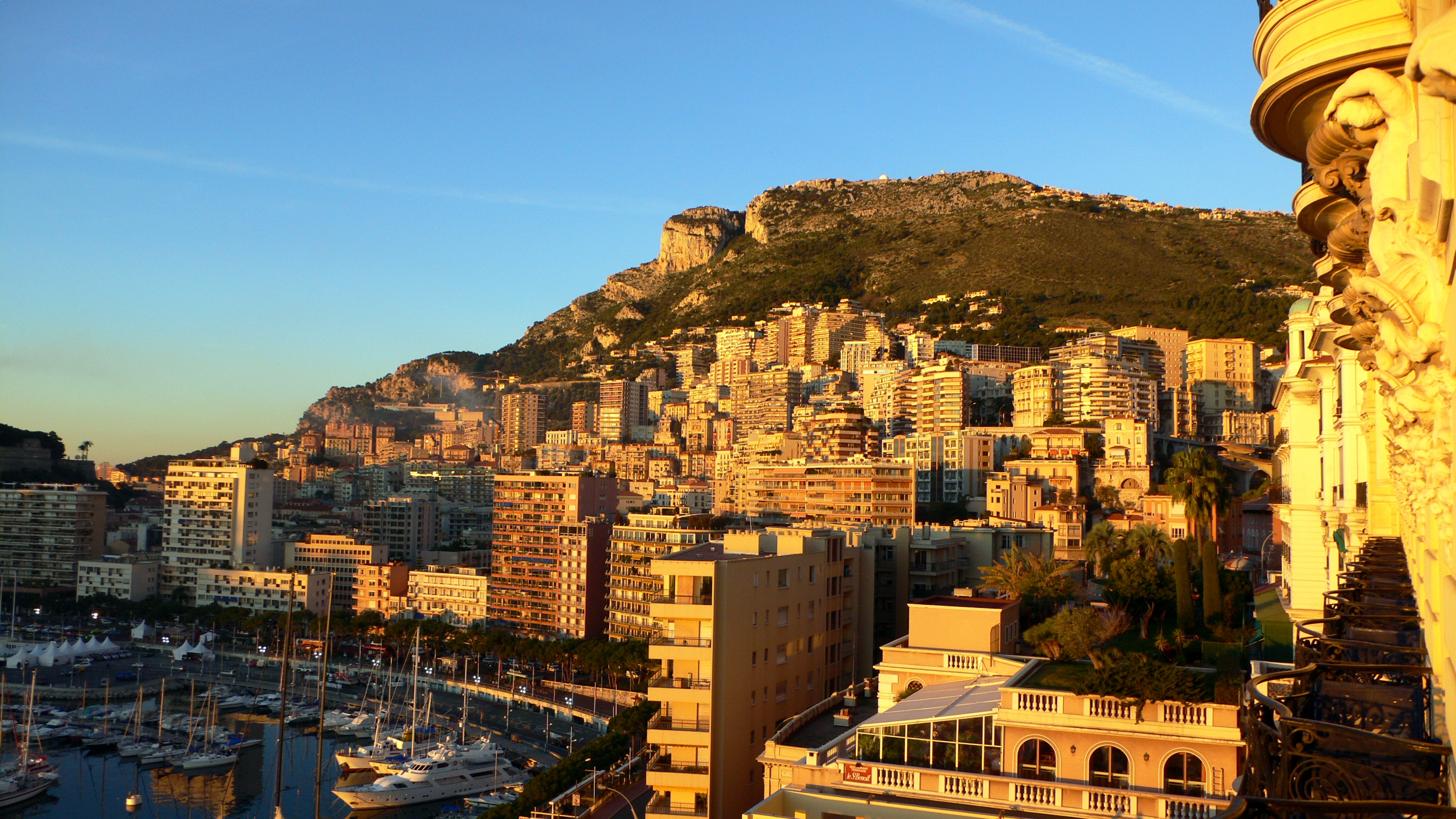
Монте-Карло

Офіційною мовою в Монако є французька, також використовується італійська та англійська.
Монегаська мова — мова старшого покоління й державної освіти. Монегаська мова — діалект лігурійської мови (мови північної Італії) — може бути класифікована як індоєвропейська, романська, італо-західна, західна, галло-іберська, галло-романська, галло-італійська мови.
У 70-х роках монеганська мова була під загрозою зникнення, але її було відроджено тоді, коли її почали викладати в навчальних закладах країни.

## Культура

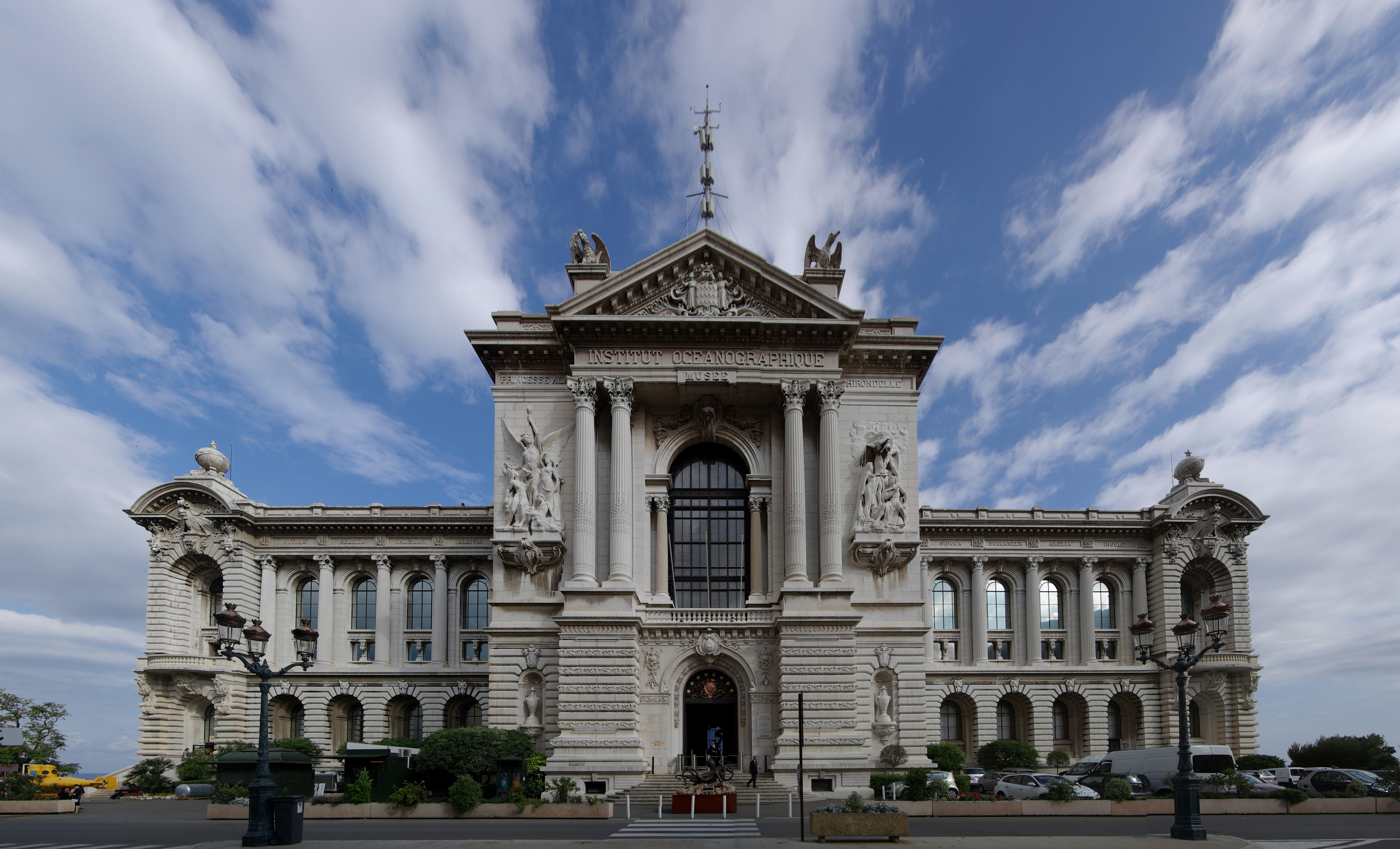
Океанографічний музей Монако.

Монако є великим культурним центром. Побудована в 1879 році за проєктом архітектора Шарля Гарньє (автора Паризької опери) будівля Залу Гарньє є домом Філармонічного оркестру Монте-Карло й Опери Монте-Карло.
На цій сцені в різні роки співали Неллі Мельба, Енріко Карузо, Федір Шаляпін, Пласідо Домінго, Лучано Паваротті. На початку XX століття тут виступав Російський балет Сергія Дягілєва, танцювали: Анна Павлова, Вацлав Ніжинський, Джордж Баланчин, Серж Лифар.
У Монте-Карло була створена Академія класичного танцю імені принцеси Грейс, очолювана Марійкою Безобразовою.
Фонд князя П'єра, заснований Реньє III на честь батька, щорічно вручає Велику літературну премію, Музичну премію князя Реньє III та Міжнародну премію в галузі сучасного мистецтва.
Щорічно в Монако проходить Міжнародний цирковий фестиваль і Міжнародний телевізійний фестиваль Монте-Карло.
У місті розташований знаменитий Океанографічний музей Монако, директором якого був легендарний дослідник Жак-Ів Кусто.

## Транспорт
Монако зв'язане з навколишнім світом за допомогою залізничного, автомобільного, морського і повітряного транспорту. Крім того, у Монако є відкритий музей автомобілів, особиста колекція автівок принца.

### Залізничний транспорт
Довжина залізничної мережі становить 1,7 км. Ширина колії 1435 мм. Залізниці експлуатуються французькою національною залізничною компанією SNCF. Князівство зв'язане з Францією як регіональними маршрутами, так і швидкісними поїздами TGV. Велика частина залізничних колій, що проходять через Князівство Монако, знаходяться у підземних тунелях. Під землею знаходиться єдина станція в країні — вокзал Монако — Монте-Карло.

### Метрополітен
Вузька лінія колії метро є багаторічним проєктом в Монако, який досі не побудовано.

### Автомагістралі
Загальна довжина автомагістралей становить 50 км.

### Автобусна інфраструктура
У країні діє 6 автобусних маршрутів, а також автобусне сполучення з аеропортом Ніцци. Всього на території Монако є 143 автобусні зупинки.

#### Автобусні маршрути
- № 1: Monaco-Ville, Monte-Carlo, Saint Roman.
- № 2: Monaco-Ville, Monte-Carlo, Exotic Garden.
- № 4: Place d'Armes, Railway station, Monte-Carlo, Saint Roman.
- № 5: Railway station, Fontvieille, Hospitaland.
- № 6: Larvotto Beach, Fontvieille.

Є чотири інших автобусних маршрутів, які з'єднують Монако з сусідніми регіонами:
- № 11: Ла Тюрбі.
- № 100: Ніцца, Мантон.
- № 100X: Ніцца.
- № 110: аеропорт Ніцци, Мантон.

### Морський транспорт
У місті діє два морських порти: в районах Ла-Кондамін і Фонв'єй. У порту Еркюль (Hercule), району Ла-Кондамін, діє водний автобус, що з'єднує південну і північну частину порту. Також розвинена служба водного таксі.

### Геліпорт
Геліпорт (вертодром) у Монако є єдиним авіаційним об'єктом у князівстві. Князівство зв'язане вертолітною лінією з аеропортом Ніцци. Доступні також вертолітні чартерні послуги до популярних французьких гірськолижних курортів.

## Спорт

### Формула 1

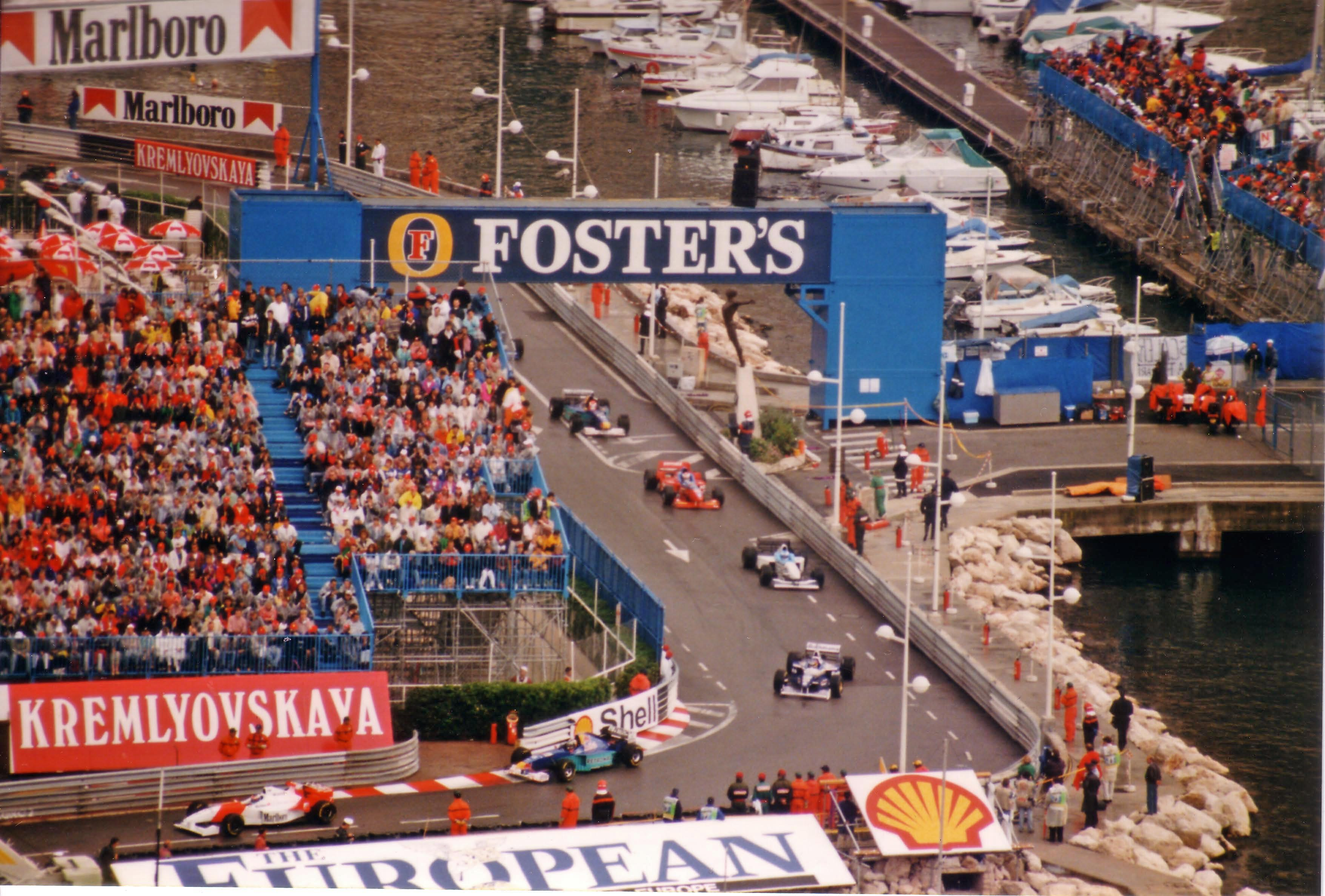
Гран-Прі Монако 1996 року.

Починаючи з 1929 року, на вулицях Монако щорічно проводиться гонка Гран-Прі Монако, яка вважається однією з найпрестижніших автомобільних перегонів у світі. Зведення гоночної траси Монако триває шість тижнів, а її розбирання після перегонів займає ще три тижні. Траса дуже складна — вузькі вулиці, круті повороти, тунель і численні спуски й підйоми роблять її найбільш вимогливою до пілотування трасою у «Формулі-1». Гонщик Нельсон Піке порівняв пілотування в Монако з «їздою на велосипеді навколо вашої вітальні».
Незважаючи на складну трасу, був зафіксований тільки один смертельний випадок — у 1967 році розбився гонщик Лоренцо Бандіні.

### Футбол
У Монако базуються два футбольних клуби: футбольний клуб ФК Монако (AS Monaco FC) і жіночий футбольний клуб Монако (Monaco OS). ФК Монако грає в першому дивізіоні французького чемпіонату. Клуб є одним з найуспішніших клубів у Франції, він вигравав чемпіонат країни сім разів. Найбільшого успіху клуб досяг у 2004 році, коли потрапив до фіналу Ліги чемпіонів УЄФА, але програв з рахунком 0:3 португальському клубу Порту. У клубі грали відомі зірки футболу, зокрема Тьєррі Анрі, Фаб'єн Бартез і Давід Трезеге. Домашня арена — стадіон Луї II.
Жіноча команда Монако (Monaco OS) грає у місцевій регіональній лізі, сезон 1994—1995 років провела в першому дивізіоні жіночого чемпіонату Франції, але цей успіх був поки що єдиним.